# 塞利尼附近克朗
塞利尼附近克朗（法語：Crans-près-Céligny）是瑞士联邦西部法语区的沃州下设的一个镇。在行政上属于尼永区管辖。塞利尼附近克朗的总面积为4.32平方公里。截至2010年底，总人口为2,093。

## 地理
塞利尼附近克朗位于莱芒湖之西北岸。